# Olympische Jugend-Sommerspiele 2010/Wasserspringen
Bei den Olympischen Jugend-Sommerspielen 2010 in Singapur wurden am 21. bis 24. August 2010 vier Wettbewerbe im Wasserspringen ausgetragen. Die Wettkämpfe fanden im Toa Payoh Swimming Complex statt. Es nahmen 48 Athleten an den Wettkämpfen teil.

## Jungen

### Kunstspringen 3 m
Das Finale wurde am 22. August ausgetragen.
| Platz | Land                | Athlet          | Punkte |
| ----- | ------------------- | --------------- | ------ |
| 1     | Volksrepublik China | Qiu Bo          | 607.15 |
| 2     | Ukraine             | Olexandr Bondar | 565.35 |
| 3     | Vereinigte Staaten  | Michael Hixon   | 554.65 |

### Turmspringen 10 m
Das Finale wurde am 24. August ausgetragen.
| Platz | Land                | Athlet          | Punkte |
| ----- | ------------------- | --------------- | ------ |
| 1     | Volksrepublik China | Qiu Bo          | 673.50 |
| 2     | Ukraine             | Olexandr Bondar | 605.55 |
| 3     | Mexiko              | Iván García     | 515.70 |

## Mädchen

### Kunstspringen 3 m
Das Finale wurde am 23. August ausgetragen.
| Platz | Land                | Athletin            | Punkte |
| ----- | ------------------- | ------------------- | ------ |
| 1     | Volksrepublik China | Liu Jiao            | 511.35 |
| 2     | Malaysia            | Pandelela Pamg      | 444.15 |
| 3     | Ukraine             | Wiktorija Potechina | 433.55 |

### Turmspringen 10 m
Das Finale wurde am 21. August ausgetragen.
| Platz | Land                | Athletin       | Punkte |
| ----- | ------------------- | -------------- | ------ |
| 1     | Volksrepublik China | Liu Jiao       | 479.60 |
| 2     | Malaysia            | Pandelela Pamg | 454.35 |
| 3     | Nordkorea           | Sin Ji Hyang   | 430.20 |